# بينينو راموس
بينينو راموس هو صحفي وكاتب وشاعر وسياسي فلبيني، ولد في 11 فبراير 1893 في Bulakan, Bulacan ‏ في الفلبين، وتوفي في 1946 في الفلبين. نشط حزبياً في Ganap Party ‏.